# 老城镇 (昌图县)
老城镇，是中华人民共和国辽宁省铁岭市昌图县下辖的一个乡镇级行政单位。

## 行政区划
老城镇下辖以下地区：
南街社区、北街社区、西街社区、东街社区、南桥村、五勤村、张家炉村、大台村、安家村、光明村、胜利村、兴龙峪村、长青村、靠山村、窑沟村、爱国村和长山村。

## 著名學府
昌圖高中：昌圖高中創建於1948年11月，前身是1906年昌圖府創辦的昌圖府學堂。1981年3月18日，遼寧省對昌圖高中按重點高中標準進行檢查驗收，由遼寧省人民政府下達檔，確定昌圖高中為遼寧省首批辦好的十七所重點中學之一。昔日，昌圖高中也被昌圖縣百姓稱作“老城高中”。1965屆昌圖高中畢業生升學率達88%，成為遼寧省第四名（當時全省平均升學率只有50%）。 